# Jonah Kusi-Asare
Jonah Daniel Kusi-Asare (Solna, Estocolmo, 4 de julio de 2007) es un futbolista sueco. Juega de delantero centro y su equipo actual es el Bayern de Múnich II de la Regionalliga Bayern.

## Trayectoria
A sus 3 años tuvo su primera experiencia infantil de fútbol, participó de unos entrenamientos esporádicos en Kista SC. Ya con 5 años se unió al IF Brommapojkarna y comenzó oficialmente su formación infantil. En 2022 fue parte de un campamento para la generación 2007 sueca, también jugó la Gothia Cup y llegaron hasta la semifinal, instancia donde se midieron contra AIK, Jonah abrió el marcador pero finalmente perdieron 4-2, convirtió 5 goles en el torneo internacional, en el campeonato y copa nacional estuvo presente en 27 partidos y marcó 23 goles con Brommapojkarna, fue su última temporada en el club.
Fue fichado por AIK Estocolmo para comenzar la temporada 2023. En principio se incorporó a la sub-19, en su primer partido vulneró la portería rival.
El entrenador Andreas Brännström lo ascendió al primer equipo en junio, el día 26 con 15 años, tuvo sus primeros minutos con los profesionales en un partido amistoso de entrenamiento frente a IFK Norrköping, ganaron 2-1.
Fue convocado para jugar nuevamente la Gothia Cup, esta vez con AIK pudo llegar a la final, se enfrentaron al club africano Right to Dream ante 13000 especadores, convirtió el gol que abrió el marcador pero finalmente perdieron 2-1.
Debutó como profesional a nivel oficial el 28 de agosto de 2023, ingresó al minuto 81 para jugar contra Varbergs BoIS y ganaron 3-0 en el Friends Arena ante más de 19100 espectadores. Su primer partido lo disputó con 16 años y la camiseta número 30, se convirtió en el futbolista más joven en la historia del club.
Tras sus primeros partidos en el primer equipo, firmó una extensión de su contrato el 10 de noviembre, hasta 2026.
En su primera temporada como profesional disputó 4 partidos y su club finalizó en la posición 11 del campeonato nacional.
Comenzó el 2024 ya incorporado al plantel principal, realizó la pretemporada. El 27 de enero, en el segundo amistoso de preparación, convirtió 2 goles en lo que fue la victoria 0-3 ante IF Brommapojkarna.
Fue fichado por Bayern de Múnich el 1 de febrero, para incorporarse a las juveniles en principio y finalizar su formación como futbolista. Durante la temporada 2023-24 defendió la sub-19 del club en 6 oportunidades y convirtió 3 goles en el campeonato local.
Para la temporada 2024-25 fue ascendido al Bayern de Múnich II, no pudo estar en las primeras fechas debido a una lesión pero debutó en la cuarta división alemana el 30 de agosto de 2024, ingresó en el transcurso del segundo tiempo y empataron 1-1 con DJK Vilzing. En diciembre tuvo sus dos primeras convocatorias con el primer equipo, estuvo en el banco de suplentes por Bundesliga pero no tuvo minutos.

## Selección nacional
Ha sido internacional con la selección de fútbol de Suecia en las categorías sub-16, sub-17, sub-18 y sub-21.

## Estadísticas

### Clubes
Actualizado al último partido citado el 16 de agosto de 2025.
| Club                           | Div.          | Temporada     | Liga  | Liga  | Liga   | Copas nacionales | Copas nacionales | Copas nacionales | Copas internacionales | Copas internacionales | Copas internacionales | Total | Total | Total  |
| Club                           | Div.          | Temporada     | Part. | Goles | Asist. | Part.            | Goles            | Asist.           | Part.                 | Goles                 | Asist.                | Part. | Goles | Asist. |
| ------------------------------ | ------------- | ------------- | ----- | ----- | ------ | ---------------- | ---------------- | ---------------- | --------------------- | --------------------- | --------------------- | ----- | ----- | ------ |
| AIK Estocolmo · Suecia         | 1.ª           | 2023          | 4     | 0     | 0      | -                | -                | -                | -                     | -                     | -                     | 4     | 0     | 0      |
| AIK Estocolmo · Suecia         | Total club    | Total club    | 4     | 0     | 0      | 0                | 0                | 0                | 0                     | 0                     | 0                     | 4     | 0     | 0      |
| Bayern de Múnich II · Alemania | 4.ª           | 2024-25       | 12    | 2     | 2      | —                | —                | —                | —                     | —                     | —                     | 12    | 2     | 2      |
| Bayern de Múnich II · Alemania | Total club    | Total club    | 12    | 2     | 2      | 0                | 0                | 0                | 0                     | 0                     | 0                     | 12    | 2     | 2      |
| Bayern de Múnich · Alemania    | 1.ª           | 2024-25       | 1     | 0     | 0      | -                | -                | -                | 0                     | 0                     | 0                     | 1     | 0     | 0      |
| Bayern de Múnich · Alemania    | 1.ª           | 2025-26       | 0     | 0     | 0      | 0                | 0                | 0                | -                     | -                     | -                     | 0     | 0     | 0      |
| Bayern de Múnich · Alemania    | Total club    | Total club    | 1     | 0     | 0      | 0                | 0                | 0                | 0                     | 0                     | 0                     | 1     | 0     | 0      |
| Total carrera                  | Total carrera | Total carrera | 17    | 2     | 2      | 0                | 0                | 0                | 0                     | 0                     | 0                     | 17    | 2     | 2      |
| 1. 2.                          |               |               |       |       |        |                  |                  |                  |                       |                       |                       |       |       |        |

### Selección
Actualizado al último partido citado el 10 de junio de 2025.
| Selección         | Temporada         | Continental | Continental | Continental | Mundial | Mundial | Mundial | Amistosos | Amistosos | Amistosos | Total | Total | Total  |
| Selección         | Temporada         | Part.       | Goles       | Asist.      | Part.   | Goles   | Asist.  | Part.     | Goles     | Asist.    | Part. | Goles | Asist. |
| ----------------- | ----------------- | ----------- | ----------- | ----------- | ------- | ------- | ------- | --------- | --------- | --------- | ----- | ----- | ------ |
| Sub-16 · Suecia   | 2022              | —           | —           | —           | —       | —       | —       | 2         | 2         | 0         | 2     | 2     | 0      |
| Sub-16 · Suecia   | 2023              | —           | —           | —           | —       | —       | —       | 5         | 0         | 1         | 5     | 0     | 1      |
| Sub-16 · Suecia   | Total sel.        | 0           | 0           | 0           | 0       | 0       | 0       | 7         | 2         | 1         | 7     | 2     | 1      |
| Sub-17 · Suecia   | 2023-24           | 4           | 3           | 0           | —       | —       | —       | 3         | 0         | 0         | 7     | 3     | 0      |
| Sub-17 · Suecia   | Total sel.        | 4           | 3           | 0           | 0       | 0       | 0       | 3         | 0         | 0         | 7     | 3     | 0      |
| Sub-18 · Suecia   | 2024              | —           | —           | —           | —       | —       | —       | 2         | 0         | 1         | 2     | 0     | 1      |
| Sub-18 · Suecia   | Total sel.        | 0           | 0           | 0           | 0       | 0       | 0       | 2         | 0         | 1         | 2     | 0     | 1      |
| Sub-21 · Suecia   | 2024-25           | -           | -           | -           | —       | —       | —       | 3         | 0         | 0         | 3     | 0     | 0      |
| Sub-21 · Suecia   | Total sel.        | 0           | 0           | 0           | 0       | 0       | 0       | 3         | 0         | 0         | 3     | 0     | 0      |
| Total selecciones | Total selecciones | 4           | 3           | 0           | 0       | 0       | 0       | 15        | 2         | 2         | 19    | 5     | 2      |
| 1.                |                   |             |             |             |         |         |         |           |           |           |       |       |        |

## Palmarés

### Títulos nacionales
| Título                | Equipo              | País     | Año  |
| --------------------- | ------------------- | -------- | ---- |
| 1. Bundesliga         | F. C. Bayern Múnich | Alemania | 2025 |
| Supercopa de Alemania | F. C. Bayern Múnich | Alemania | 2025 |

### Distinciones individuales
| Distinción                                                                             | Año  |
| -------------------------------------------------------------------------------------- | ---- |
| Parte de los 60 mejores jugadores jóvenes del mundo para The Guardian (categoría 2007) | 2024 |